# 公冶長
公冶 長（こうや ちょう、生没年不詳）は、中国春秋時代の儒学者である。姓は公冶、字は子長（しちょう）。

## 人物
孔子の弟子の一人。孔子の門人で才能があった七十子の一人に数えられる。『史記』仲尼弟子列伝は斉の人、『孔子家語』七十二弟子解は魯の人とする。
『論語』公冶長篇で、公冶長は牢屋に入れられたが、本人の罪ではないとして、孔子は公冶長に自分の娘を嫁がせた、という話が見える。

## 伝説
南朝梁の皇侃『論語義疏』の引く『論釈』という書物の載せる伝説によれば、公冶長は鳥と会話が出来るという特殊能力が備わっており、その力によって死体の場所を知ることができたが、かえって犯人と疑われて獄中入りとなった。が、雀の言葉を理解できることを実証してみせたために釈放されたとする。
後半の雀の言葉は、ほとんど同じものが『太平広記』巻13と巻462にも見えるが、前者は後漢の成仙公、後者は前漢の楊宣の話としている。